# سيمونية

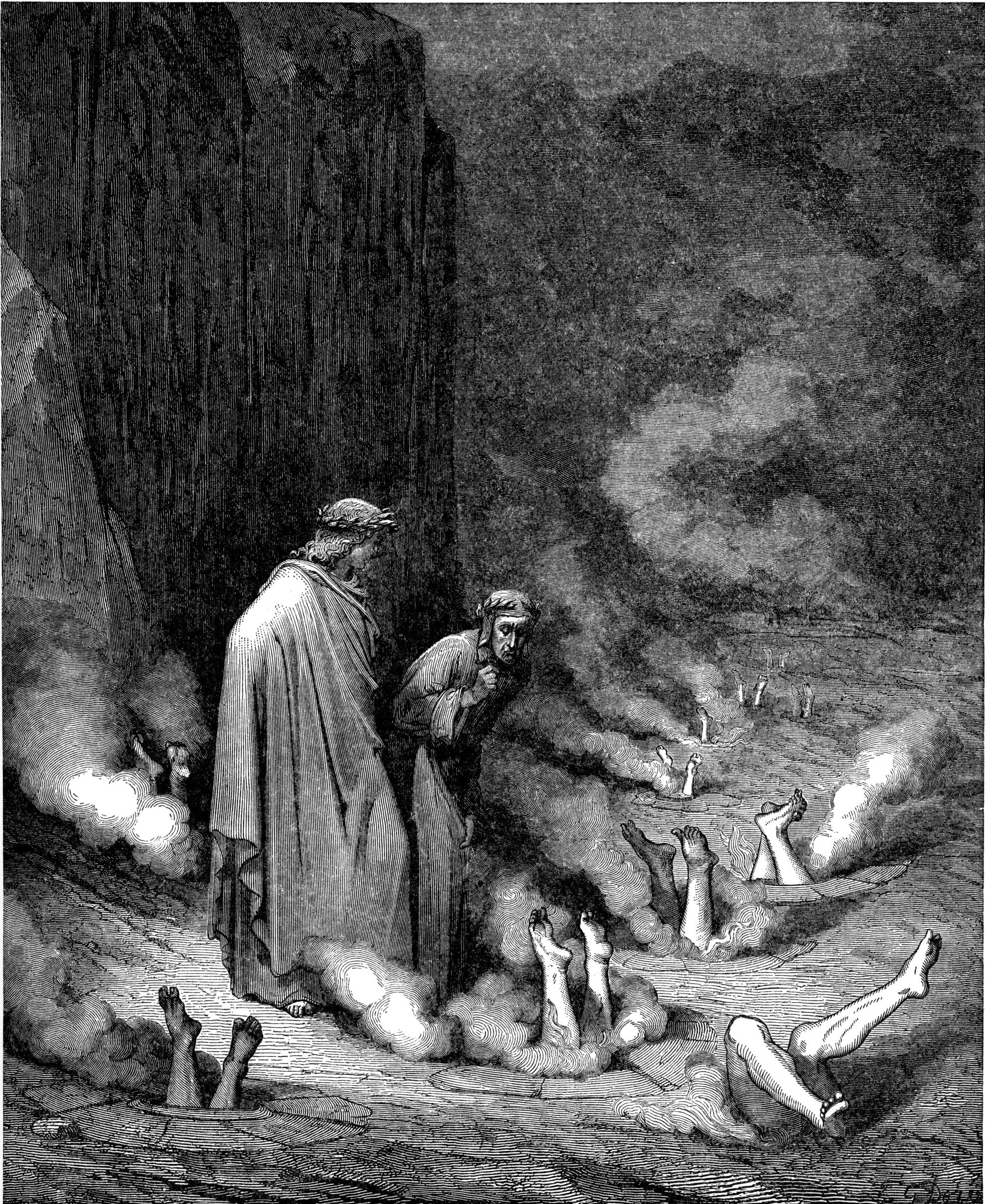

السيمونية (الشرطونية) هي نيل أي درجة كهنوتية عن غير استحقاق عن طريق الرشوة، وهي نسبة إلى سيمون الساحر الذي لما رأي أنه بوضع أيدي الرسل يعطي الروح القدس قدم لهما (لبطرس ويوحنا الرسولين) دراهم قائلاً (أعطياني أنا أيضا هذا السلطان حتى أي من وضعت عليه يدي يقبل الروح القدس) فقال له بطرس (لتكن فضتك معك للهلاك لأنك ظننت أن تقتني موهبة الله بدراهم ليس لك نصيب ولا قرعة في هذا الأمر لأن قلبك ليس مستقيماً أمام الله) (أعمال الرسل 8: 18-24.

## الكنيسة الكاثوليكية
تعتبر السيمونية المالية من أخطر البدع بالكنيسة الكاثوليكيه فإن تداخل السلطة الزمنية مع السلطة الروحية في العصور سببت مشاكل لا تنتهي مع اتهامهم بالسيمونية. العلمانية الحكام يريدون استخدام المثقفين ورجال الدين المنظمة مركزيا في اداراتها، وكثيرا ما يعامل الروحية مواقع ملاحق لالعلماني الإدارية الادوار.
انتشرت السيمونية (المتاجرة بالرتب الكهنوتية) في رجال الكهنوت بالكنيسة الكاثوليكية بأوربا في العصور الوسطى. باع بعض الكهنة الأسرار المقدسة لربح مادي. كان كثير من الكهنة الكاثوليك غير جديرين برتبهم الكهنوتية. كان لبعض هؤلاء الكهنة عشيقات وأطفال غير شرعيين. وارتكب آخرون جرائم مختلفة مثل جريمة القتل وحُكم عليهم بعقوبات مخففة بسبب امتيازات رتبهم الكهنوتية. اشترى بعض الباباوات رتبتهم بأموالهم ودافعوا عنها بالسيف والسم. احتقرت الشعوب الكاثوليكية الفساد المنتشر في رجال الكهنوت الكاثوليكي وحنقت على سلطة البابا، وصرخت مطالبة بالإصلاح. قام بضعة رجال في أوروبا الغربية في القرنين الرابع عشر والخامس عشر بانتقاد بعض أمور مختصة بالعقيدة الكاثوليكية وسلطة البابا. كانوا سابقين للإصلاح البروتستنتي الذي قاده مارتن لوثر في القرن السادس عشر..
يحظر القانون الكنسي الكاثوليكي السيمونية بعض الافعال التي لا تنطوي على بيع المكاتب، ولكن بيع سلطة روحية: بيع الاعشار، واخذ رسما للاعتراف، غفران، والزواج أو الدفن، واخفاء احدهما في الموت خطيءه أو ما هو عادل أو غير سموني كان بقوة التقاضي: كما يلاحظ أحد المعلقين، وانتشار ممارسة سموني خير يتضح من عدد من القرارات الكنسيه. السيمونية فعل خطير في الاساءه لمكانة ادبيه للكاثوليكيه. دانتي اليغييري تدين إلى الدائرة الثامنة في الجحيم، حيث لقاءات البابا نيقولا الثالث دفنت مقلوب، اخمص قدميه حرق النفط، في صوري معموديه. نيكولاس يمضي التنبؤ الإدانة لكل من البابا بونيفاس الثامن، في مكتب البابا في الوقت الذي حدد الكوميديا الالهيه، والبابا كليمنت الخامس، وخلفه، لأنه خطيء. الكتاب في مطلع عصر النهضة، مثل نيكولو مكيافيلي وايراسموس، بادانة هذه الممارسة، في حين بليز باسكال تهاجم دفاعات الافتاء تتيحها المتهمين بالسيمونية في كلمته.

## كنيسة إنجلترا
ناضلت كنيسة إنجلترا مع الممارسة بعد انفصالها عن الكنيسة الكاثوليكية. في حين ان القانون الإنجليزي يعتبر السيمونية مخالفة، وهو تعامل على انها مجرد مسألة كنسيه، وليس جريمه، والتي كانت العقوبة مصادرة الدرجة الكهنوتية أو أي منفعه من المخالفة وقطع أي علاقة مع رعايه الشخص الذي منح الدرجة الكهنوتية. حالتي اسقف سانت ديفيد توماس واتسون في 1699 والعميد وليم كوك في يورك في 1841 كان ملحوظا بشكل خاص.
اعتبارا من عام 2007 ولا يزال السيمونية جريمه. منح الدرجة الكهنوتية بصورة غير مشروعة يمكن ان تعلن باطلة، وبدفع غرامة. ولكن من المرجح ان الجرائم يمكن التعامل معها في اطار تدبير رجال الدين.

## الكنيسة القبطية
يحظر القانون الكنسي القبطي السيمونية في في مصر وكان يلجأ إليها أشخاص بدفع مبالغ مالية للوصول إلى منصب في الكنيسة القبطية.
من الآباء البطاركة الذين أشتهروا بالسيمونية - كيرلس الثالث [75] كان يدعى داود بن لقلق - حاول بكل السبل (بالرشاوى والوسائط والحيل) أن يرسم بطريركا - وبسببه ظل الكرسي خاليا 20 سنة، ونجح أخيرا في الوصول لغايته إذ دفع 3 آلاف دينار للحكومة - رسم باسم كيرلس الثالث - أعاد السيمونية. - استولى على أموال الأديرة. - وأخيراً أجبره الأساقفة على عقد مجمع قدموا فيه طلباتهم لتحديد اختصاصاته.
بالرغم من ورع البابا يوساب الثاني إلا إنه كان ضعيف الشخصية ولم يستطع أن يوقف نفوذ سكرتيره الخاص الذي كان الأموال من بيع الرتب الكنسية لغير المستحقين، وهي جريمة «السيمونية».
و نتيجة لذلك الفساد الذي انتشر في جسد الكنيسة، جرت عدة محاولات لتصحيح هذا الوضع وعزل سكرتير البابا. حتى إن بعض الشباب القبطي المتهور قام بخطف البابا من مقره واجباره على التوقيع على مطالبهم الإصلاحية! ولكنها كانت خطوة لم تحظ بأي قبول في الأوساط القبطية وباءت بالفشل سريعاً.
1956 اتفق أعضاء المجمع المقدس والمجلس الملي العام -ولأول مرة في التاريخ القبطي- على تعيين لجنة أسقفية للقيام بأعمال البابا بدلاً منه.